# Forculus
Forculus – bóstwo rzymskie, towarzyszące Janusowi, opiekujące się drzwiami.